# Craig Robinson

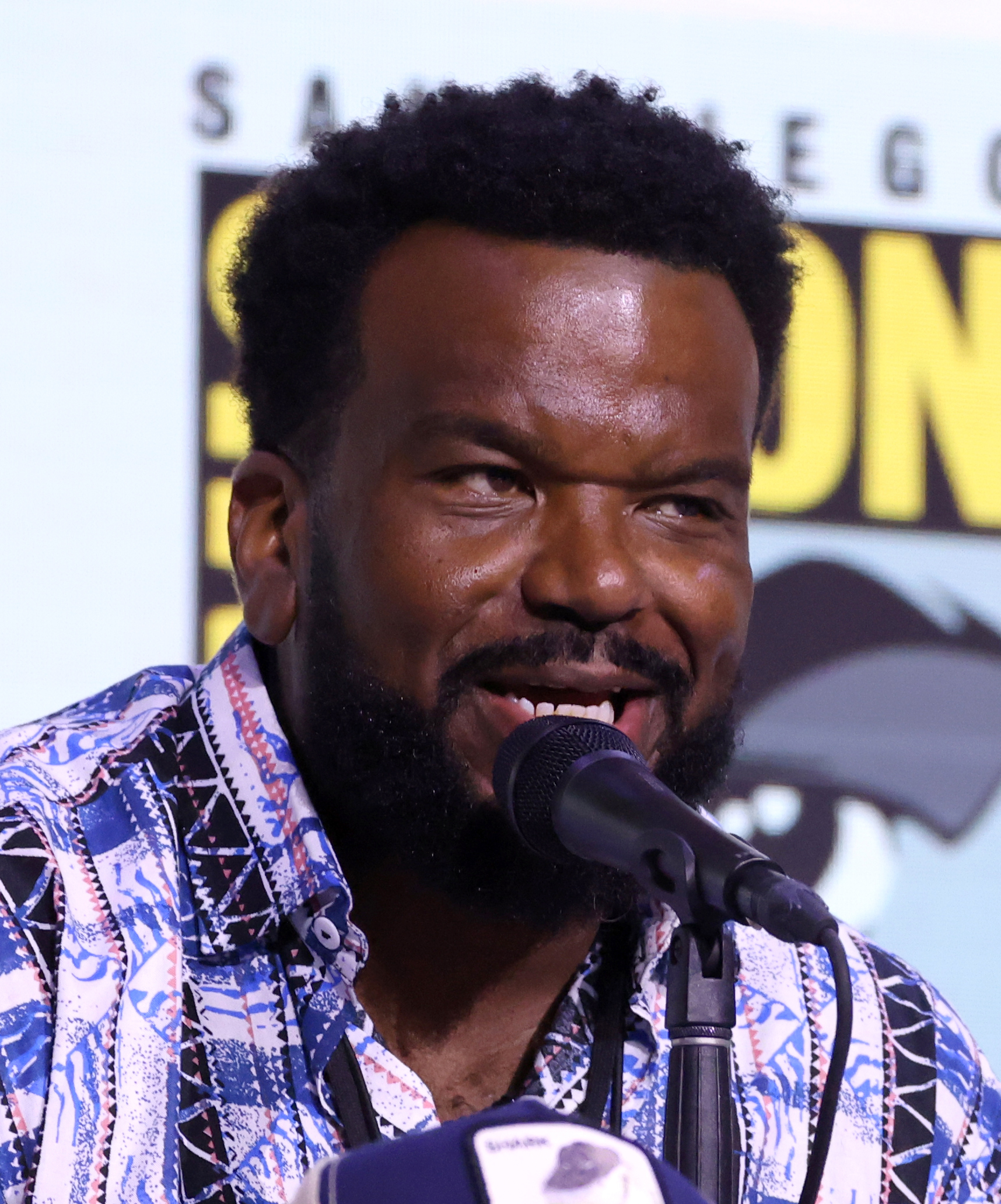
Craig Robinson (2025)

Craig Phillip Robinson (* 25. Oktober 1971 in Chicago, Illinois) ist ein US-amerikanischer Schauspieler und Stand-Up-Comedian. Bekannt wurde er durch Nebenrollen in Filmen wie Ananas Express oder Zack and Miri Make a Porno sowie als Darryl Philbin in der US-Sitcom The Office und als Pontiac-Bandit in Brooklyn Nine-Nine.

## Leben
Robinson, der vor seiner Karriere im Showgeschäft als Lehrer an den Chicago Public Schools tätig war, nahm Schauspielunterricht an der Second City in Chicago. Zur selben Zeit begann er mit ersten Stand-Up-Projekten.
Er spielte ab 2005 in der Serie Das Büro die Nebenrolle des Darryl Philbin und wurde in der vierten Staffel zum Hauptcharakter befördert. Neben dieser Rolle wirkte Robinson in zahlreichen Kinofilmen mit, so in Beim ersten Mal, Ananas Express, Zack and Miri Make a Porno. Er war neben Auftritten in Fernsehserien wie Friends oder Reno 911! 2006 auch im Musikvideo zu Hump de Bump von den Red Hot Chili Peppers zu sehen.
Zusammen mit dem amerikanischen Comedian Jeremy Minor hatte Robinson außerdem eine kurze Comedy-Show entwickelt, mit der sie über Jahre hinweg in Sendungen wie Real Time with Bill Maher oder Jimmy Kimmel Live auf dem Sender Comedy Central zu sehen waren. Sie schlüpften in die Rollen des Musikduos L. Witherspoon & Chucky, wobei Robinson die Rolle des Keyboard-Spielers und Background-Sängers Chucky übernahm.
Am 29. Juni 2008 wurde Robinson in Culver City in den Vereinigten Staaten verhaftet, da er bei einer Routinekontrolle Ecstasy und Methamphetamin bei sich hatte. Zu dieser Zeit galt noch eine Bewährungsstrafe aus dem Jahr 2006 wegen Autofahrens bei Trunkenheit. Robinson wurde wegen illegalen Besitzes von Betäubungsmitteln schuldig gesprochen und begab sich anschließend in Behandlung.

## Filmografie
- 2001: AppleJax and YoYo
- 2003: Real Time with Bill Maher (Fernsehserie)
- 2004: Lucky (Fernsehserie)
- 2004: The Bernie Mac Show (Fernsehserie)
- 2004: LAX (Fernsehserie)
- 2004: Friends (Fernsehserie)
- 2005: Arrested Development (Fernsehserie)
- 2005: Lass es, Larry! (Fernsehserie)
- 2005–2013: Das Büro (The Office, Fernsehserie)
- 2007: Halfway Home (Fernsehserie)
- 2005: Year of the Scapegoat
- 2007: Dragon Wars
- 2007: Daddy’s Little Girls
- 2007: Beim ersten Mal (Knocked Up)
- 2007: Walk Hard: Die Dewey Cox Story
- 2008: Ananas Express (Pineapple Express)
- 2008: Zack and Miri Make a Porno
- 2008: Prop 8: The Musical
- 2008: Fanboys
- 2008: The Frequency of Claire
- 2009: James Gunn’s PG Porn (Webserie)
- 2009: Reno 911! (Fernsehserie)
- 2009: Miss March
- 2009: Nachts im Museum 2 (Night at the Museum: Battle of the Smithsonian)
- 2009: The Goods: Live Hard, Sell Hard
- 2009: Post Grad
- 2009–2012: Eastbound & Down (Fernsehserie)
- 2009–2013: The Cleveland Show (Fernsehserie, Stimme)
- 2010: Selfmade-Dad – Not macht erfinderisch (Father of Invention)
- 2010: Für immer Shrek (Shrek Forever After, Stimme)
- 2010: Hot Tub – Der Whirlpool … ist ’ne verdammte Zeitmaschine! (Hot Tub Time Machine)
- 2013: Das ist das Ende (This Is the End)
- 2013: Percy Jackson – Im Bann des Zyklopen (Percy Jackson: Sea of Monsters, Stimme)
- 2014: Get On Up
- 2014–2019: Brooklyn Nine-Nine (Fernsehserie, 7 Folgen)
- 2015: Hot Tub Time Machine 2
- 2016: Morris aus Amerika (Morris from America)
- 2016: Sausage Party – Es geht um die Wurst (Sausage Party, Stimme)
- 2016: Mr. Robot (Fernsehserie)
- 2017: Table 19 – Liebe ist fehl am Platz (Table 19)
- 2017–2018: Ghosted
- 2019: Dolemite Is My Name
- 2019: Zeroville
- 2020: Die fantastische Reise des Dr. Dolittle (Dolittle, Stimme)
- 2020: Timmy Flop: Versagen auf ganzer Linie (Timmy Failure: Mistakes Were Made)
- 2020: Medical Police (Fernsehserie, Folge 1x6)
- 2020: The Masked Singer (Fernsehsendung, Gastjuror Folge 4x10)
- 2020: Songbird
- 2021: Mona Lisa and the Blood Moon
- 2022: Die Gangster Gang (The Bad Guys) (Stimme)
- 2024: Der Spion von nebenan 2 (My Spy: The Eternal City)
- 2024: Hot Frosty